# Kazoo

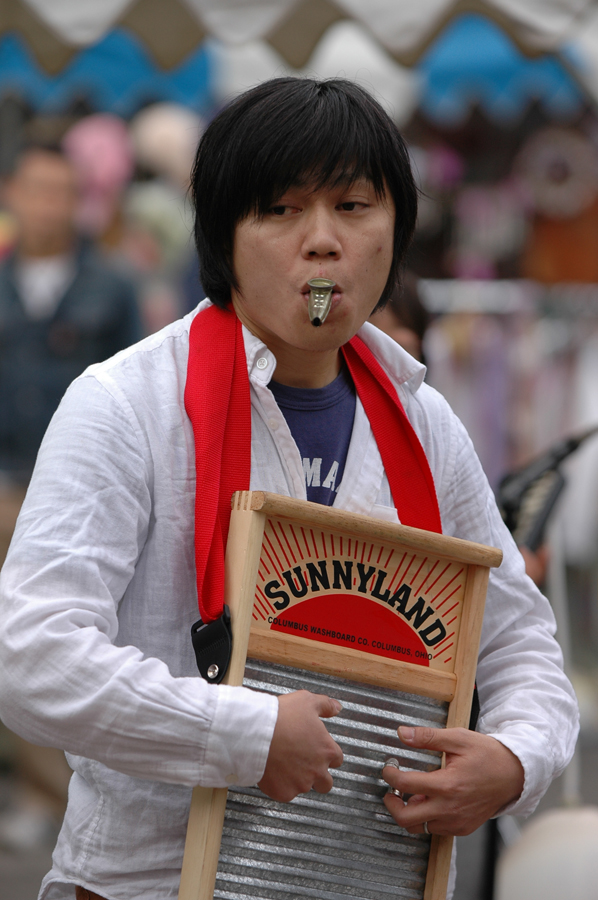
Musicus met wasbord en kazoo

Een kazoo (uitspraak: kazóé) is een muziekinstrument uit de groep van de mirlitons. Het instrument bestaat uit een metalen of plastic pijpje met een papieren membraan in de wand. Door met de kazoo in de mond een toon te zingen, gaat het membraantje trillen en wordt het geluid vervormd. De kazoo behoort aan de brede kant bespeeld te worden voor het beste resultaat.
Het principe van de kazoo wordt al eeuwenlang in muziekinstrumenten gebruikt. Met een sigarettenvloeitje en een kammetje is bijvoorbeeld een vergelijkbaar geluid te maken. Algemeen wordt aangenomen dat de  kazoo in de negentiende eeuw werd uitgevonden door de Amerikaan Alabama Vest al zijn hier geen bronnen voor. 
Het geluid van een kazoo wordt door veel luisteraars als grappig ervaren, reden waarom de kazoo vaak wordt gebruikt in humoristisch bedoelde (novelty)muziek, maar ook een artiest als Paolo Conte maakt er regelmatig gebruik van.
In het album Visor om slutet van de Finse metalband Finntroll wordt eveneens de kazoo gebruikt. Het hoofdthema van de film Chicken Run, gecomponeerd door Harry Gregson-Williams en John Powell gebruikt de kazoo, alsook de themamuziek voor de pretparkattractie Apirama (thans Het Bos van Plop) in het oude Meli Park in De Panne. Daarnaast gebruikte David Gilmour, gitarist en zanger van Pink Floyd, de kazoo in het nummer Corporal Clegg uit 1968.
In Beaufort, South Carolina, bevindt zich een Kazoo-museum.

## Trivia
- De Kauwgomballeboom van Elly en Rikkert Zuiderveld is een liedje uit 1971, waarin de kazoo een begeleidende rol speelt. Tijdens optredens in de jaren 70 werd het publiek verzocht mee te doen met kammetjes met een vloeitje.
- Drs. P bedacht de benaming 'gonzofoon' en schreef verscheidene nummers voor de kazoo.
- De Belgische jongerenorganisatie Kazou is vernoemd naar dit instrument.
- Tom Lenaerts gebruikte dit instrument vaak in zijn programma De Pappenheimers.
- Brigitte Kaandorp gebruikte de kazoo in haar show Zó. Voor aanvang van de show kreeg het hele publiek een kazoo. Mensen die erop blazen – als op een fluitje – krijgen geen geluid uit een kazoo, wat in de show voor veel hilariteit zorgde.
- De presentatoren Gerard Ekdom en Michiel Veenstra van het Nederlandse radioprogramma Ekstra Weekend gebruikten de kazoo aan het begin van hun programma. Ze speelden dan de melodie van "And So They Say" van Edgar van Asselt en David Schnitter mee.

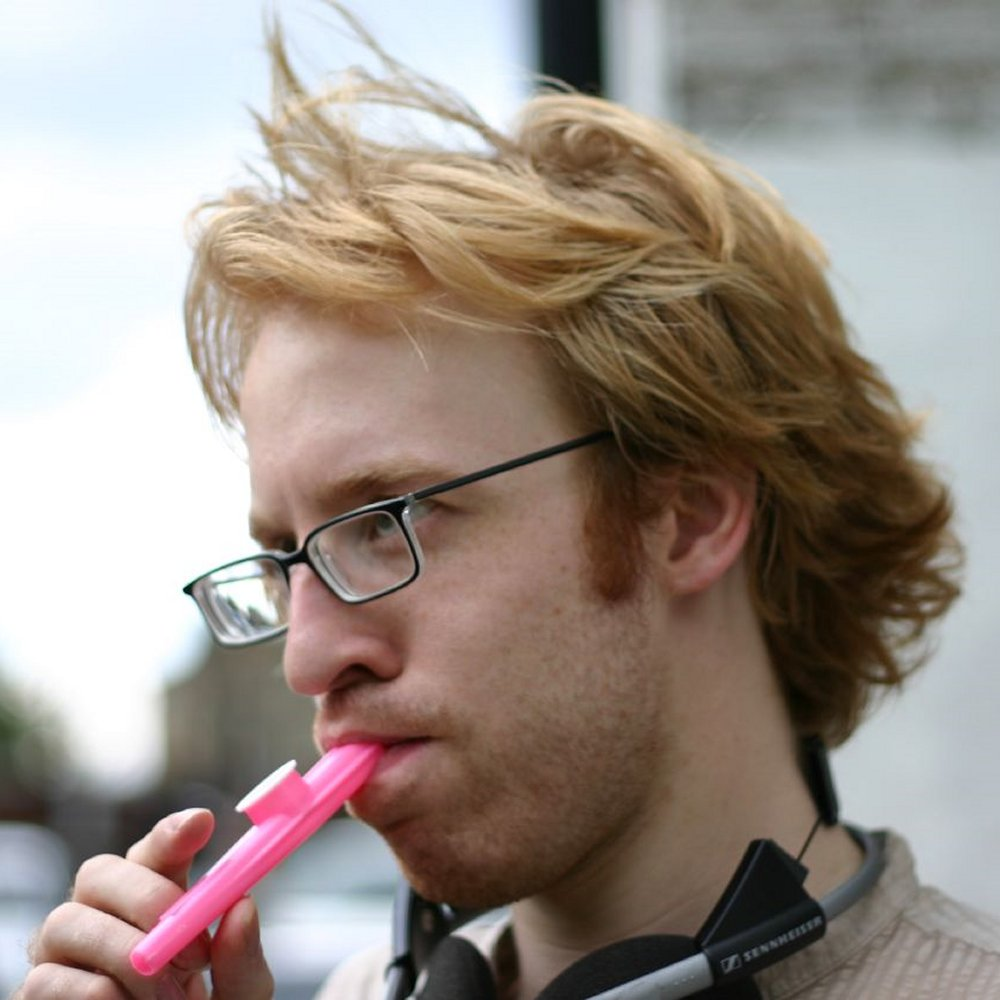
Al Doyle van de Engelse electropopband Hot Chip